# ریچارد پاورز
ریچارد پاورز (زاده ۱۸ ژوئن ۱۹۵۷) یک رمان‌نویس و استاد زبان انگلیسی اهل آمریکا است. آثار او به بررسی اثرات علم و فناوری مدرن می‌پردازد.

## کتابشناسی
| سال  | نام رمان                              | شابک                   |
| ---- | ------------------------------------- | ---------------------- |
| ۱۹۸۵ | Three Farmers on Their Way to a Dance | شابک ‎۰−۶۸۸−۰۴۲۰۱−۵     |
| ۱۹۸۸ | Prisoner's Dilemma                    | شابک ‎۰−۰۷−۰۵۰۶۱۲−۴     |
| ۱۹۹۱ | The Gold Bug Variations               | شابک ‎۰−۶۸۸−۰۹۸۹۱−۶     |
| ۱۹۹۳ | Operation Wandering Soul              | شابک ‎۰−۶۸۸−۱۱۵۴۸−۹     |
| ۱۹۹۵ | Galatea 2.2                           | شابک ‎۰−۳۷۴−۱۹۹۴۸−۵     |
| ۱۹۹۸ | Gain                                  | شابک ‎۰−۳۱۲−۲۰۴۰۹−۴     |
| ۲۰۰۰ | Plowing the Dark                      | شابک ‎۰−۳۷۴−۲۳۴۶۱−۲     |
| ۲۰۰۳ | The Time of Our Singing               | شابک ‎۰−۳۷۴−۲۷۷۸۲−۶     |
| ۲۰۰۶ | The Echo Maker                        | شابک ‎۰−۳۷۴−۱۴۶۳۵−۷     |
| ۲۰۰۹ | Generosity: An Enhancement            | شابک ‎۰−۳۷۴−۱۶۱۱۴−۳     |
| ۲۰۱۴ | Orfeo                                 | شابک ‎۹۷۸−۰−۳۹۳−۲۴۰۸۲−۵ |
| ۲۰۱۸ | فراداستان (به انگلیسی: The Overstory) | شابک ‎۹۷۸−۰−۳۹۳−۶۳۵۵۲−۲ |
| ۲۰۲۱ | Bewilderment                          | شابک ‎۹۷۸−۰−۳۹۳−۸۸۱۱۵−۸ |

## جوایز و افتخارات
- ۱۹۸۵ دریافت تقدیر ویژه انجمن قلم آمریکا،[۱] دریافت جوایز بنیاد خانواده روزنتال در بخش ادبیات[۲] و نامزد جایزه ملی حلقه منتقدان کتاب برای رمان Three Farmers on Their Way to a Dance[۳]
- ۱۹۸۹ دریافت جایزه مک آرتور فلوشیپ[۴]
- ۱۹۹۱ دریافت عنوان کتاب سال توسط تایم[۵] و نامزد جایزه ملی حلقه منتقدان کتاب برای رمان The Gold Bug Variations[۶]
- ۱۹۹۳ نامزد جایزه ملی کتاب برای کتاب Operation Wandering Soul[۷]
- ۱۹۹۵ نامزد جایزه ملی حلقه منتقدان کتاب برای رمان Galatea 2.2[۸]
- ۱۹۹۹ دریافت جایزه جیمز فنیمور کوپر[۹] و جایزه ادبی لنان برای داستان[۱۰]
- ۲۰۰۰ دریافت جایزه یادبود هارولد دی ورسل[۱۱]
- ۲۰۰۳ دریافت جایزه ادبیات جان دوس پاسوس[۱۲] و دریافت جایزه پوشکارت[۱] و نامزد جایزه ملی حلقه منتقدان کتاب برای رمان The Time of Our Singing[۱۳]
- ۲۰۰۴ دریافت جایزه ادبی دبلیواچ‌اسمیت برای رمان The Time of Our Singing[۱۴] و جایزه کتاب Ambassador[۱۵]
- ۲۰۰۶ دریافت جایزه جایزه ملی کتاب برای کتاب The Echo Maker[۱۶]
- ۲۰۰۷ نامزد جایزه پولیتزر برای داستان برای رمان The Echo Maker[۱۷]
- ۲۰۱۴ نامزد جایزه ادبی من بوکر برای رمان Orfeo[۱۸]
- ۲۰۱۵ دریافت جایزه مدال نقره ای جوایز کتاب کالیفرنیا برای رمان Orfeo[۱۹]
- ۲۰۱۸ نامزد جایزه ادبی من بوکر برای رمان فراداستان[۲۰]
- ۲۰۱۹ دریافت جایزه پولیتزر برای داستان[۲۱] و جایزه ژوزفین مایلز PEN Oakland برای رمان فراداستان[۲۲]
- ۲۰۲۰ دریافت مدال ویلیام دین هاولز برای رمان فراداستان[۲۳]
- ۲۰۲۱ نامزد جایزه ادبی من بوکر برای رمان Bewilderment[۲۴]